# Pseudogeoplana nigrocephala
Pseudogeoplana nigrocephala is een platworm (Platyhelminthes). De worm is tweeslachtig. De soort leeft in of nabij zoet water.
Het geslacht Pseudogeoplana, waarin de platworm wordt geplaatst, wordt tot de familie Geoplanidae gerekend.  De wetenschappelijke naam van de soort was oorspronkelijk Geoplana nigrocephala en werd gepubliceerd in 1914 door de Zwitserse parasitoloog Otto Fuhrmann. Het is een van de nieuwe soorten die hij verzamelde op zijn expeditie samen met Eugène Mayor naar Colombia in 1910.
De soort werd gevonden nabij Bogota en aan de rand van de Sabana de Bogotá (2400 tot 2650 m hoogte). De rugzijde is zwart behalve een dunne rand van 1 mm breed, die olijfbruin is. De buikzijde is grijs. 